# D-Link
D-Link Corporation je společnost založená v roce 1986 v Tchaj-peji jako Datex Systems Inc. Začínala jako dodavatel síťových karet a postupně se stala konstruktérem, vývojářem a výrobcem síťových řešení pro spotřebitelský i firemní trh.
V roce 2007 byla přední společností v oboru sítí na světovém trhu v segmentu malých a středních podniků (SMB) s podílem 21,9 % a v březnu 2008 se stala světovým lídrem v dodávkách Wi-Fi produktů s 33% podílem z celého trhu. V roce 2007 byla společnost zařazena do „Info Tech 100“, seznamu nejlepších světových IT společností. Byla také vyhodnocena časopisem BusinessWeek jako 9. nejlepší IT společnost na světě z hlediska zisku jejích akcionářů.
Společnost má 127 prodejních poboček v 64 zemích a 10 globálních distribučních center, která obsluhují 100 zemí po celém světě. D-Link využívá nepřímý kanálový model a prodává přes distributory, dealery, maloobchodníky, prodejce s přidanou hodnotou (VARS) a poskytovatele telekomunikačních služeb.
Hlavními konkurenty společnosti jsou Cisco, Netgear, HP a 3Com.

## Historie
Společnost D-Link Corporation změnila svoje jméno z původního Datex Systems Inc. v roce 1994, kdy se stala veřejnou obchodní společností a zároveň první síťovou společností na Tchajwanské burze. Nyní je veřejně obchodována na burzách TSEC a NSE.
Byla založena sedmi lidmi, mezi nimiž byl také Ken Kao, nedávno zesnulý předseda D-Link. Její nynější představitel Tony Tsao byl jmenován výkonným ředitelem a prezidentem 21. června 2008.

## Portfolio produktů
Produkty D-Link jsou zaměřeny na síťový a komunikační trh. Mezi produkty pro podniky patří firemní přepínače (switche), zabezpečovací a bezdrátová zařízení, zatímco spotřebitelské produkty představují domácí bezdrátová a širokopásmová zařízení a také produkty pro digitální domácnost (například přehrávače médií, úložiště dat a dohlížecí zařízení).
D-Link byl první síťovou společností, která uvedla produkty pro Green Ethernet, když použila technologii pro úsporu energie u svých neřiditelných smart přepínačů a později také u svých bezdrátových směrovačů.